# Кермек чурюцький

Limonium czurjukiense(Klokov) Lavr. ex Klokov — Кермек чурюцький

Limonium tschurjukiense (Кермек чурюцький) — ендемічний вид, який відносять до роду Кермек, родини Кермекові (можливо, гібридогенний, виник внаслідок давньої гібридизації Limonium gmelinii та Limonium tomentellum).

## Морфологічна характеристика
Малолистий; листки середні за розміром, нижні — черешкові, прості, зібрані в розетку, листкові пластинки цілісні, обернено яйцеподібні або еліптичні, цілокраї, з клиноподібною основою і тупою округлою верхівкою; середні — лускоподібні; верхні (приквіткові) — лускоподібні; склероморфні. Стебла прямостоячі, розгалужені від середини; напіврозеткові. Висота 0,3-0,8 м. Віночок фіолетово-синій. Зростає на солончаках, солонцях, каштанових солонцюватих ґрунтах.

## Ареал виду та його поширення в Україні
Причорноморсько-приазовський ендемік (Південь України, Східне Приазов'я, Нижній Дон), трапляється на узбережжі Сиваша та прилеглих територіях. Адм. регіони: Херсонська область, Крим.

## Охорона
Занесено до Червоного списку Херсонської області (2002). Охороняють в Азово-Сиваському НПП. Необхідний контроль стану популяцій. Заборонено заготівлю рослин, порушення умов місцезростання.

## Значення
Декоративне, дубильне, лікарське.